# Амарант хвостатый
Амарант хвостатый, или амарант пониклый, или щирица хвостатая (лат. Amaranthus caudatus) — вид амаранта.

## Ботаническое описание
Однолетнее растение с прямым, ветвистым, утолщенным малиново-красным или зелёным стеблем высотой 100—130 см (без соцветия). Корневая система мощно развитая со стержневым корнем. Листья широкояйцевидные, удлиненные, у основания суженные, зелёные с антоцианом на жилках. Соцветие — сложноветвистая метёлка, поникающая в виде длинной кисти длиною 30—60 см, малиново-бурачно-красная или зелёная. Семена округлые, бледно-розовые, пленчатые. Масса 1000 семян 0,4 грамма. В 1 грамме содержится около 2200—2300 семян.

## Экология
Размножается семенами. Всхожесть сохраняется 4—5 лет, затем снижается и через 8—10 лет теряется. Имеет весьма высокий коэффициент размножения. С одного свободно стоящего растения получают от 300 до 500 тысяч семян или на 2 гектара нового посева. Семена в поле прорастают при 8—10 °С, лучше при 10—12 °С, на прорастание положительно влияет влажность почвы. Всходы мелкие, розоватые и светло-зелёные. Растут медленно в течение 4—5 недель. Быстрое нарастание зелёной массы наступает при летних температурах воздуха свыше 18—20 °С.
Растение светолюбивое — требует свободного стояния с первых фаз роста. Прекрасно выдерживает летние засухи. На юге цветёт в июле, на севере в августе. Семена созревают соответственно в августе и сентябре. Вегетационный период в зависимости от разных географических форм длится 100—150 дней.
Хорошо растёт на многих типах рыхлых, водопроницаемых, некислых почв. Положительно отзывается на внесение удобрений. Плохо растёт на переувлажнённых, заплывающих, солонцеватых, песчаных почвах.

## Химический состав
Зерна содержат 13—17,5 % протеина, 5,3—7,2 % жира, 3,4—4,6 % клетчатки, 49—66,2 % БЭВ, 3,3—4,5 % золы. Коэффициент переваримости: протеина 80, жира 59, клетчатки 50, БЭВ 92. На 100 кг семян приходится 99,7 кормовых единиц и 10,4 переваримого протеина.
В зелёной массе при 81 % воды в среднем содержится 3,3 % протеина, 0,4 % жира, 3,7 % клетчатки, 8,5 % БЭВ и 3,1 % золы. На 100 кг приходится 11,5 кормовых единиц и 2,5 кг переваримого протеина.

## Значение и применение
В диком виде встречается в Центральной и Южной Америке. В культуре известен в странах Центральной Америки, Восточном Китае, Индии. В России высевался с конце XIX века. В СССР широко изучался с 1930—1936 годах в районах Восточного Закавказья, Северного Кавказа, юга Украины, в Поволжье, Средней Азии, на юге Воронежской области.
До цветения хорошо поедается крупным рогатым скотом и овцами, служит молокогонным кормом. Также на пастбище поедается свиньями. Хорошо силосуется в смеси с сорго и кукурузой. Семена пригодны на корм домашней птице и животным.
Важная зерновая культура. Многие части растения, включая листья и семена, съедобны. Употребляется в пищу в Индии и Южной Америке, где известен под названием кивича. Отсутствие клейковины и высокое содержание белка делает растение ценным для больных целиакией и вегетарианцев.
Используется в качестве декоративного растения, в том числе в средней полосе России, где амарант обычно не успевает вызревать. В англоязычных странах известен под названием «любовь лежит, истекая кровью» (англ. love-lies-bleeding), в викторианском языке цветов использовался в качестве символа безнадёжной любви.

### Натуральный краситель
В Перу, с помощью простых методик научились извлекать беталаин из красных подвидов A. caudatus и использовать его как нетоксичный пищевой краситель.